# برت‌های خیابان ویمپول (فیلم ۱۹۳۴)
بَرِت‌های خیابان ویمپول (انگلیسی: The Barretts of Wimpole Street) فیلمی در ژانر زندگی‌نامه‌ای، درام و رمانتیک به کارگردانی سیدنی فرانکلین است که در سال ۱۹۳۴ منتشر شد.

## بازیگران
- چارلز لوتن
- نورما شیرر
- فردریک مارچ
- مورین اوسالیوان
- اونا اوکانر
- ایان ولف
- لئو جی. کارول
- کاترین الکساندر
- رابرت بولدر
- وینتر هال